# Transports en commun de Chalon-sur-Saône
Zoom est le nom commercial du réseau de transport en commun de la ville de Chalon-sur-Saône ainsi que ses alentours, dans le département de Saône-et-Loire.

## Histoire

### Les débuts du réseau
Le réseau de transport urbain de Chalon-sur-Saône a été créé en 1956. Il est exploité par la Régie départementale des Transports de Saône-et-Loire (RTSL).
En 1965, le réseau comportait 4 lignes desservant les communes de Chalon-sur-Saône, Champforgeuil, et Saint-Rémy. En 1968, le réseau s'agrandit avec la création de 3 nouvelles lignes, dont une desservant la commune de Châtenoy-le-Royal.

### La création de la STAC
En 1981, le Syndicat Intercommunal des Transports Urbains de l’Agglomération Chalonnaise (SITUC) est créé, afin de remplacer la ville elle-même dans l'organisation du réseau.
À la suite de la privatisation de la RTSL, en 1987, le SITUC lance un appel d'offres, que le groupe Transdev remporte. La Société des Transports de l’Agglomération Chalonnaise (STAC), filiale du groupe, est créé et exploite désormais le réseau.
Le périmètre des Transports Urbains s'est régulièrement élargit avec l'intégration de nombreuses communes, dont Saint-Marcel en 1989, Crissey et Lux en 1991, puis 30 autres communes entre 1994 et 2008.
En 2001, la Communauté d'Agglomération Chalon Val de Bourgogne (CACVB) est créé et reprend les compétences du SITUC. Le CACVB est devenu  Le Grand Chalon en 2004. Ce dernier renouvelle, l'année suivante, la STAC à l'exploitation du réseau, dans le cadre d'une DSP de 7 ans.

### Les différents nom commerciaux du réseau
En mars 2003, le réseau adopte un nouveau nom commercial : Chrysalis. Pour cette occasion, un nouveau site internet est mis en ligne, et les véhicules arborent une nouvelle livrée.
Le 2 mai 2007, en hommage à Nicéphore Nièpce, inventeur de la photographie, le réseau Chrysalis change de nom et devient Zoom.

### Le projet de Bus à Haut Niveau de Service (BHNS)
Le projet de BHNS est évoqué pour la première fois en février 2011. Il promet la mise en place de deux lignes BHNS, une en 2012 et une en 2014.
Les travaux du projet de la Ligne 1 du BHNS ont débuté le 19 mars 2012, pour une durée de six mois. En mai 2012, après avoir consulté les habitants de l'agglomération, Le Grand Chalon adopte le nom Flash pour le BHNS.
Le 3 septembre 2012, la Ligne 1 du BHNS de Chalon-sur-Saône, le Flash, est lancé. Cette ligne est exploitée avec 6 autobus neufs, équipés de trois portes et accessibles aux personnes à mobilité réduite, de type Heuliez GX327.
La seconde phase du projet de BHNS a été abandonné en 2014, à la suite des élections municipales et du renouvellement des élus de l'agglomération.
Le Flash disparaît en 2019.

## Le Réseau

### Lignes régulières
| Ligne | Caractéristiques | Caractéristiques                                                                                     | Caractéristiques                                                                                     | Caractéristiques                                                                                     | Caractéristiques                                                                                     | Caractéristiques                                                                                     | Caractéristiques                                                                                     | Caractéristiques                                                                                     | Caractéristiques                                                                                     |
| 1     | Chalon-sur-Saône — Prés Devant (dimanches et jours fériés) / Pôle Gares ⥋ Chalon-sur-Saône — SaôneOr | Chalon-sur-Saône — Prés Devant (dimanches et jours fériés) / Pôle Gares ⥋ Chalon-sur-Saône — SaôneOr | Chalon-sur-Saône — Prés Devant (dimanches et jours fériés) / Pôle Gares ⥋ Chalon-sur-Saône — SaôneOr | Chalon-sur-Saône — Prés Devant (dimanches et jours fériés) / Pôle Gares ⥋ Chalon-sur-Saône — SaôneOr | Chalon-sur-Saône — Prés Devant (dimanches et jours fériés) / Pôle Gares ⥋ Chalon-sur-Saône — SaôneOr | Chalon-sur-Saône — Prés Devant (dimanches et jours fériés) / Pôle Gares ⥋ Chalon-sur-Saône — SaôneOr | Chalon-sur-Saône — Prés Devant (dimanches et jours fériés) / Pôle Gares ⥋ Chalon-sur-Saône — SaôneOr | Chalon-sur-Saône — Prés Devant (dimanches et jours fériés) / Pôle Gares ⥋ Chalon-sur-Saône — SaôneOr | Chalon-sur-Saône — Prés Devant (dimanches et jours fériés) / Pôle Gares ⥋ Chalon-sur-Saône — SaôneOr |
| ----- | --- | --- | --- | --- | --- | --- | --- | --- | --- |
| 1     | Ouverture / Fermeture 3 septembre 2012 / — | Longueur —                                                                                           | Durée 18 à 23 min                                                                                    | Nb. d’arrêts 20                                                                                      | Matériel Standard                                                                                    | Jours de fonctionnement L, Ma, Me, J, V, S, D                                                        | Jour / Soir / Nuit / Fêtes O / N / N / O                                                             | Voy. / an —                                                                                          | Exploitant —                                                                                         |
| 1     | Desserte : - Villes et stations : Chalon-sur-Saône (Prés Devant, Près de Vigny, Cap. Drillien, Centre Hospitalier, Conservatoire, Pôle Gares, République Colombière, Palais de Justice, Carloup, Monnot, Benès, St-Exupéry, Mal Juin, Pablo Néruda, Salvador Allende, Champs Roussot, Menuse, Centre commerciale Nord, Sabatier, SaôneOr) - Gares desservies : Chalon-sur-Saône | | | | | | | | |
| 1     | Autre : - Arrêts non accessibles aux UFR : Aucun - Particularités : - Les stations Prés Devant, Près de Vigny, Cap. Drillien, Centre Hospitalier et Conservatoire sont desservies uniquement les dimanches et jours fériés. - Date de dernière mise à jour : 8 novembre 2020. | | | | | | | | |
| 1     | Dernière actualisation : — | | | | | | | | |
| 2     | Saint-Rémy — Briet ⥋ Champforgeuil — Mairie / Thalie (certaines heures) | Saint-Rémy — Briet ⥋ Champforgeuil — Mairie / Thalie (certaines heures)                              | Saint-Rémy — Briet ⥋ Champforgeuil — Mairie / Thalie (certaines heures)                              | Saint-Rémy — Briet ⥋ Champforgeuil — Mairie / Thalie (certaines heures)                              | Saint-Rémy — Briet ⥋ Champforgeuil — Mairie / Thalie (certaines heures)                              | Saint-Rémy — Briet ⥋ Champforgeuil — Mairie / Thalie (certaines heures)                              | Saint-Rémy — Briet ⥋ Champforgeuil — Mairie / Thalie (certaines heures)                              | Saint-Rémy — Briet ⥋ Champforgeuil — Mairie / Thalie (certaines heures)                              | Saint-Rémy — Briet ⥋ Champforgeuil — Mairie / Thalie (certaines heures)                              |
| 2     | Ouverture / Fermeture 3 septembre 2012 / — | Longueur —                                                                                           | Durée 35 min                                                                                         | Nb. d’arrêts 29                                                                                      | Matériel Standard                                                                                    | Jours de fonctionnement L, Ma, Me, J, V, S                                                           | Jour / Soir / Nuit / Fêtes O / N / N / N                                                             | Voy. / an —                                                                                          | Exploitant —                                                                                         |
| 2     | Desserte : - Villes et stations : Saint-Rémy (Briet, Laurain EHPAD, Collège Pasteur, Mairie Saint-Rémy, Europe, Champ Rosey, Pont Paron), Chalon-sur-Saône (Cap. Drillien, Centre Hospitalier, Conservatoire, Pôle Gares, République Colombière, Palais de Justice, Rembart Saint-Pierre, Saint-Domonique, Denfert, Caserne Carnot, Paris Aubépins, Carrefour Nord, Notre-Dame, G. Bernanos, Stade Léo Lagrange, A. de Musset), Champforgeuil (Canal, Mairie, Tilleuls, Quart Virat, Thalie) - Gares desservies : Chalon-sur-Saône | | | | | | | | |
| 2     | Autre : - Arrêts non accessibles aux UFR : Tilleuls, Quart Virat, Notre-Dame, Paris Aubépin, Denfert, Champs Rosey et Avenue de l’Europe - Particularités : - Les stations Tilleuls, Quart Virat et Thalie sont desservies uniquement par certaines courses en période scolaire. - La station Palais de Justice est desservie uniquement dans la direction de Champforgeuil. - La station Rempart St-Pierre est desservie uniquement dans la direction de St Rémy. - Date de dernière mise à jour : 8 novembre 2020. | | | | | | | | |
| 2     | Dernière actualisation : — | | | | | | | | |
| 3     | Chalon-sur-Saône — Centre commercial Thalie ⥋ Chalon-sur-Saône — Cité de Varennes | Chalon-sur-Saône — Centre commercial Thalie ⥋ Chalon-sur-Saône — Cité de Varennes                    | Chalon-sur-Saône — Centre commercial Thalie ⥋ Chalon-sur-Saône — Cité de Varennes                    | Chalon-sur-Saône — Centre commercial Thalie ⥋ Chalon-sur-Saône — Cité de Varennes                    | Chalon-sur-Saône — Centre commercial Thalie ⥋ Chalon-sur-Saône — Cité de Varennes                    | Chalon-sur-Saône — Centre commercial Thalie ⥋ Chalon-sur-Saône — Cité de Varennes                    | Chalon-sur-Saône — Centre commercial Thalie ⥋ Chalon-sur-Saône — Cité de Varennes                    | Chalon-sur-Saône — Centre commercial Thalie ⥋ Chalon-sur-Saône — Cité de Varennes                    | Chalon-sur-Saône — Centre commercial Thalie ⥋ Chalon-sur-Saône — Cité de Varennes                    |
| 3     | Ouverture / Fermeture 3 septembre 2012 / — | Longueur —                                                                                           | Durée 30 min                                                                                         | Nb. d’arrêts 23                                                                                      | Matériel Standard                                                                                    | Jours de fonctionnement L, Ma, Me, J, V, S                                                           | Jour / Soir / Nuit / Fêtes O / N / N / N                                                             | Voy. / an —                                                                                          | Exploitant —                                                                                         |
| 3     | Desserte : - Villes et stations : Chalon-sur-Saône (Centre commercial Thalie, Zone verte, Europe, Saint-Gobain, Monge, J. Giroudaux, Pont de Fer, Rocade, De Lattre de Tassigny, Libération, Colombière, République Colombière, Palais de Justice, Place du Collège, Rempart Sainte-Marie, Pont Saint-Laurent, Île Saint-Laurent Quai de la Monnaie, Place Thevenin, La Genise, Les Chavannes, Multiplexe, Centre commercial Sud, Cité de Varennes) | | | | | | | | |
| 3     | Autre : - Arrêts non accessibles aux UFR : La Genise - Particularités : - La station Pont Saint-Laurent est desservie uniquement dans la direction de Centre commercial Thalie. - Date de dernière mise à jour : 9 novembre 2020. | | | | | | | | |
| 3     | Dernière actualisation : — | | | | | | | | |
| 4     | Crissey — Ferrée ⥋ Châtenoy-le-Royal — Berlioz | Crissey — Ferrée ⥋ Châtenoy-le-Royal — Berlioz                                                       | Crissey — Ferrée ⥋ Châtenoy-le-Royal — Berlioz                                                       | Crissey — Ferrée ⥋ Châtenoy-le-Royal — Berlioz                                                       | Crissey — Ferrée ⥋ Châtenoy-le-Royal — Berlioz                                                       | Crissey — Ferrée ⥋ Châtenoy-le-Royal — Berlioz                                                       | Crissey — Ferrée ⥋ Châtenoy-le-Royal — Berlioz                                                       | Crissey — Ferrée ⥋ Châtenoy-le-Royal — Berlioz                                                       | Crissey — Ferrée ⥋ Châtenoy-le-Royal — Berlioz                                                       |
| 4     | Ouverture / Fermeture 3 septembre 2012 / — | Longueur —                                                                                           | Durée 40 min                                                                                         | Nb. d’arrêts 39                                                                                      | Matériel Standard                                                                                    | Jours de fonctionnement L, Ma, Me, J, V, S                                                           | Jour / Soir / Nuit / Fêtes O / N / N / N                                                             | Voy. / an —                                                                                          | Exploitant —                                                                                         |
| 4     | Desserte : - Villes et stations : Crissey (Ferrée, Les Ensanges, Les Platanes, Centre Bourg, Vieux Moulin, Chardonnet, Confréries, Sabatier Confréries, Telecom) Chalon-sur-Saône (Sabatier, Centre commercial Nord, Menuse, Champs Roussot, Gérard Philippe, Jean Vilar, Saint-Jean des Jardins, Deliry, Saint-Jean des Vignes, Carloup, Palais de Justice, République Colombière, Colombière, Cimetière de l'Ouest, Boucicaut Liberté, Niepce Balleure, Champ Fleuri), Châtenoy-le-Royal (Les Rotondes, Charles de Gaulle, Rue du Parc, Corcelles, Les Erronges, Les Maupas, Almatides, Condorcet, Mairie, Église, Le Tillet, Messager, Berlioz) | | | | | | | | |
| 4     | Autre : - Arrêts non accessibles aux UFR : Vieux moulin, Chardonnet, Gérard Philipe, Saint Jean Des Vignes, Boucicaut Liberté, Les Rotondes, Corcelles, Les Erronges, Le Maupas et Messager - Particularités : - Les stations Boucicaut Liberté et Rue du Parc sont desservies uniquement dans la direction de Châtenoy-le-Royal. - Date de dernière mise à jour : 9 novembre 2020. | | | | | | | | |
| 4     | Dernière actualisation : — | | | | | | | | |
| 5     | Chalon-sur-Saône — Place Mathias ⥋ Saint-Marcel — 8 Mai 1945 | Chalon-sur-Saône — Place Mathias ⥋ Saint-Marcel — 8 Mai 1945                                         | Chalon-sur-Saône — Place Mathias ⥋ Saint-Marcel — 8 Mai 1945                                         | Chalon-sur-Saône — Place Mathias ⥋ Saint-Marcel — 8 Mai 1945                                         | Chalon-sur-Saône — Place Mathias ⥋ Saint-Marcel — 8 Mai 1945                                         | Chalon-sur-Saône — Place Mathias ⥋ Saint-Marcel — 8 Mai 1945                                         | Chalon-sur-Saône — Place Mathias ⥋ Saint-Marcel — 8 Mai 1945                                         | Chalon-sur-Saône — Place Mathias ⥋ Saint-Marcel — 8 Mai 1945                                         | Chalon-sur-Saône — Place Mathias ⥋ Saint-Marcel — 8 Mai 1945                                         |
| 5     | Ouverture / Fermeture 3 septembre 2012 / — | Longueur —                                                                                           | Durée 30 min                                                                                         | Nb. d’arrêts 15                                                                                      | Matériel Standard                                                                                    | Jours de fonctionnement L, Ma, Me, J, V, S                                                           | Jour / Soir / Nuit / Fêtes O / N / N / N                                                             | Voy. / an —                                                                                          | Exploitant —                                                                                         |
| 5     | Desserte : - Villes et stations : Chalon-sur-Saône (Place Mathias, Palais de Justice, République Colombière, Niépce Espace des Arts, IUT, Granges Forestier, Les Chavannes), Saint-Marcel (Les Orlans, Grande Rue, Philippe Flattot, Curtil Canot, Cimetière, La Villeneuve, Le Robin, 8 Mai 1945) | | | | | | | | |
| 5     | Autre : - Arrêts non accessibles aux UFR : 8 mai 1945 - Particularités : - Date de dernière mise à jour : 9 novembre 2020. | | | | | | | | |
| 5     | Dernière actualisation : — | | | | | | | | |
| 6     | Chalon-sur-Saône — Hilaire de Chardonnet ⥋ Saint-Rémy — Taisey | Chalon-sur-Saône — Hilaire de Chardonnet ⥋ Saint-Rémy — Taisey                                       | Chalon-sur-Saône — Hilaire de Chardonnet ⥋ Saint-Rémy — Taisey                                       | Chalon-sur-Saône — Hilaire de Chardonnet ⥋ Saint-Rémy — Taisey                                       | Chalon-sur-Saône — Hilaire de Chardonnet ⥋ Saint-Rémy — Taisey                                       | Chalon-sur-Saône — Hilaire de Chardonnet ⥋ Saint-Rémy — Taisey                                       | Chalon-sur-Saône — Hilaire de Chardonnet ⥋ Saint-Rémy — Taisey                                       | Chalon-sur-Saône — Hilaire de Chardonnet ⥋ Saint-Rémy — Taisey                                       | Chalon-sur-Saône — Hilaire de Chardonnet ⥋ Saint-Rémy — Taisey                                       |
| 6     | Ouverture / Fermeture 3 septembre 2012 / — | Longueur —                                                                                           | Durée 35 à 40 min                                                                                    | Nb. d’arrêts 27                                                                                      | Matériel Standard                                                                                    | Jours de fonctionnement L, Ma, Me, J, V, S                                                           | Jour / Soir / Nuit / Fêtes O / N / N / N                                                             | Voy. / an —                                                                                          | Exploitant —                                                                                         |
| 6     | Desserte : - Villes et stations : Chalon-sur-Saône (Hilaire de Chardonnet, Dunant, Jule Ferry, Espace Jean Zay, Churchill, Coty, Parc des Expositions, Rempart Sainte-Marie, Place du Collège, Palais de Justice, République Colombière, Colombière, Cimetière de l'Ouest, Champ Gaillard, Lieutenant Rompion, Lieutenant Chauveau, Prés Devant, Près de Vigny, Pont Paron, Place Albert Thomas, Place Arago, Blanqui), Saint-Rémy (Les Géraniums, Petit Charrot, Alouettes, Les Hauts de Marobin, Taisey) | | | | | | | | |
| 6     | Autre : - Arrêts non accessibles aux UFR : Les Hauts de Marobin, Alouettes, Petit Charrot, Les Géraniums, Blanqui, Place Arago, Place Albert Thomas, Lt Chauveau, Lt Rompion, Coty, Espace Jean Zay et Jules Ferry - Particularités : - Les stations Cimetière de l'Ouest et Dunant sont desservies uniquement dans la direction de Saint-Rémy. - Les stations Les géraniums et Champ Gaillard sont desservies uniquement dans la direction de Hilaire de Chardonnet. - Date de dernière mise à jour : 9 novembre 2020. | | | | | | | | |
| 6     | Dernière actualisation : — | | | | | | | | |

### Lignes Complémentaires
| Ligne         | Caractéristiques | Caractéristiques                                           | Caractéristiques                                           | Caractéristiques                                           | Caractéristiques                                           | Caractéristiques                                           | Caractéristiques                                           | Caractéristiques                                           | Caractéristiques                                           |
| Navette Sud   | Saint-Rémy — Briet ⥋ Sevrey — C.H.S. | Saint-Rémy — Briet ⥋ Sevrey — C.H.S.                       | Saint-Rémy — Briet ⥋ Sevrey — C.H.S.                       | Saint-Rémy — Briet ⥋ Sevrey — C.H.S.                       | Saint-Rémy — Briet ⥋ Sevrey — C.H.S.                       | Saint-Rémy — Briet ⥋ Sevrey — C.H.S.                       | Saint-Rémy — Briet ⥋ Sevrey — C.H.S.                       | Saint-Rémy — Briet ⥋ Sevrey — C.H.S.                       | Saint-Rémy — Briet ⥋ Sevrey — C.H.S.                       |
| ------------- | --- | ---------------------------------------------------------- | ---------------------------------------------------------- | ---------------------------------------------------------- | ---------------------------------------------------------- | ---------------------------------------------------------- | ---------------------------------------------------------- | ---------------------------------------------------------- | ---------------------------------------------------------- |
| Navette Sud   | Ouverture / Fermeture 5 septembre 2015 / — | Longueur —                                                 | Durée —                                                    | Nb. d’arrêts 13                                            | Matériel Midibus                                           | Jours de fonctionnement L, Ma, Me, J, V, S                 | Jour / Soir / Nuit / Fêtes O / N / N / N                   | Voy. / an —                                                | Exploitant —                                               |
| Navette Sud   | Desserte : - Villes et stations : Saint-Rémy (Route de Buxy, Clinique), Lux (Croix Blanche, Julio Curie, La Perrouze), Sevrey (Actisud, Chagnots, Bourg, Louis Verchère, Les Fosses Blanches, MHPP, C.H.S.) |                                                            |                                                            |                                                            |                                                            |                                                            |                                                            |                                                            |                                                            |
| Navette Sud   | Autre : - Arrêts non accessibles aux UFR : non communiqué - Particularités : - Date de dernière mise à jour : 8 décembre 2019.                                                                              |                                                            |                                                            |                                                            |                                                            |                                                            |                                                            |                                                            |                                                            |
| Navette Sud   | Dernière actualisation : — |                                                            |                                                            |                                                            |                                                            |                                                            |                                                            |                                                            |                                                            |
| Navette Ouest | Châtenoy-le-Royal — Condorcet ⥋ Dracy-le-Fort — Pôle Santé | Châtenoy-le-Royal — Condorcet ⥋ Dracy-le-Fort — Pôle Santé | Châtenoy-le-Royal — Condorcet ⥋ Dracy-le-Fort — Pôle Santé | Châtenoy-le-Royal — Condorcet ⥋ Dracy-le-Fort — Pôle Santé | Châtenoy-le-Royal — Condorcet ⥋ Dracy-le-Fort — Pôle Santé | Châtenoy-le-Royal — Condorcet ⥋ Dracy-le-Fort — Pôle Santé | Châtenoy-le-Royal — Condorcet ⥋ Dracy-le-Fort — Pôle Santé | Châtenoy-le-Royal — Condorcet ⥋ Dracy-le-Fort — Pôle Santé | Châtenoy-le-Royal — Condorcet ⥋ Dracy-le-Fort — Pôle Santé |
| Navette Ouest | Ouverture / Fermeture 5 septembre 2015 / — | Longueur —                                                 | Durée —                                                    | Nb. d’arrêts 9                                             | Matériel Midibus                                           | Jours de fonctionnement L, Ma, Me, J, V, S                 | Jour / Soir / Nuit / Fêtes O / N / N / N                   | Voy. / an —                                                | Exploitant —                                               |
| Navette Ouest | Desserte : - Villes et stations : Châtenoy-le-Royal (Amaltides, La Corvée, La Croix, Cruzille, Béarn), Dracy-le-Fort (Z.A. Tuileries, Champs Paccaud, Pôle Santé)                                           |                                                            |                                                            |                                                            |                                                            |                                                            |                                                            |                                                            |                                                            |
| Navette Ouest | Autre : - Arrêts non accessibles aux UFR : non communiqué - Particularités : - Date de dernière mise à jour : 8 décembre 2019.                                                                              |                                                            |                                                            |                                                            |                                                            |                                                            |                                                            |                                                            |                                                            |
| Navette Ouest | Dernière actualisation : — |                                                            |                                                            |                                                            |                                                            |                                                            |                                                            |                                                            |                                                            |